# Idapnur, Raichur
Idapnur là một làng thuộc tehsil Raichur, huyện Raichur, bang Karnataka, Ấn Độ.